# サビン・バラシャ
サビン・バラシャ（1932年6月17日 – 2008年4月1日）はルーマニアの現代画家。自らの作品を宇宙ロマン主義に属するものであるとした。

## 生涯
バラシャはオルト郡ドブリチェニで生まれた。1950年にクラヨヴァのフラシ・ブゼシュティ高校で中等教育を終えた後、ブカレストのニコラエ・グリゴレスク芸術大学に入学し、1955年に卒業した。その後、イタリアのシエナとペルージャで勉強を続けた。
1973年と1976年に、ブカレスト市長室は彼に俸給付きでニコラエ・チャウシェスクとエレナ・チャウシェスクの肖像画を描くように命じた。そのため、1980年代後半、バラシャはチャウシェスクの個人崇拝を助長したとして告発された。
2000年12月、バラシャはエミール・コンスタンティネスク大統領から国家功労勲章、司令官の地位を授与された。
2005年6月、バラシャは、フランスの新聞ル・モンド紙が別の画家のプロパガンダ絵画を複製し、それが彼のものであると主張したとして、名誉毀損で訴えた。その後、ル・モンド紙は誤りを認めた。
バラシャは、2008年にブカレストのスファンタ・マリア病院で肺癌によって亡くなり、ヤシのエテルニタテア墓地に埋葬された。

## 作品

### 壁画
バラシャの最も有名な作品として、複数の大規模フレスコ画がある。この約270 m2(2,900平方フィート)を覆う19の壁画はヤシのアレクサンドル・イオアン・クザ大学の内装となっている。
- 熱情– 380/546 cm
- 創設者へのオマージュ– 372/471 cm
- 円形劇場– 452/400 cm
- 世代 – 452/379 cm
- 生命の勝利 – 420/249 cm
- 原爆災害 – 420/249 cm
- イカロス– 422/248 cm
- プロメテウス– 417/247 cm
- 光への脱出– 416/247 cm
- シュテファン・セル・マーレ– 419/250 cm
- モルドバ– 430/265 cm
- ルチェアファルル– 三連祭壇画 429/267 cm, 430/267 cm, 431/269 cm

バラシャは、近くにあるミハイ・エミネスクの像のイメージからヒントを得て、大学のロビーにフレスコ画を描き、詩人をルチェアファルルに登場する英雄と同一視した。

### アニメーション絵画映画
バラシャは9本のアニメーション絵画映画を作成し、監督した。
- ドロップ– 1966
- 都市 - 1967
- 波 - 1968
- 不死鳥 – 1968
- 魅惑 - 1969
- 未来への帰還 – 1971年
- 宇宙 – 1973
- 頌歌 – 1975
- 光への脱出 - 1979

### ルーマニアおよび海外のギャラリー
バラシャの作品は以下の地域・国で展示された。
ローマ：1978年、ローマ：1980年、ストックホルム：1982年、ルーマニア国立美術館（ブカレスト）：1982年、ケルケラ（ギリシャ）1985年、モスクワ，トビリシ，および旧ソビエト連邦の他の首都：1988年、ブカレスト：1992年、イスラエル：1994年、ブカレスト世界貿易センター：2000年、アレクサンドル・イオアン・クザ大学（ヤシ）：2002年、ブカレスト：2005年

## 参照
1. ↑  Tutt'Art. “Sabin Balasa (1932-2008) ~ The Galaxy of Love” (イタリア語). Tutt'Art@ | Pittura • Scultura • Poesia • Musica. 2018年12月26日閲覧。
2. ↑  Neagu, Alina (2008年4月1日). “A murit pictorul Sabin Bălașa”. HotNews 2022年2月10日閲覧。